# Accommodement raisonnable
L’accommodement raisonnable est une expression qui désigne la tentative des sociétés modernes de s'accommoder des exigences des différentes minorités au sein de la société civile pour l'égalité des chances. 
Cette expression d'origine québécoise s'étend à d'autres pays francophones. Dans les pays anglo-saxons (États-Unis, Canada, Grande-Bretagne), le vocable utilisé est celui de « reasonable accommodation ».

## Définition
L'accommodement raisonnable renvoie à l'idée d'un compromis temporaire, valable uniquement dans l'ici et le maintenant, qui n'entraîne pas de compromission chez les différentes parties prenantes, chacune demeurant objectivement sur sa position initiale mais acceptant le compromis au motif de la nécessité d'un vivre-ensemble. Cela rappelle, assez largement mais dans une dimension juridique ou contractuelle souvent plus marquée, le paradigme sociologique de la transaction sociale.

## AuCanada
L'accommodement raisonnable est une notion juridique canadienne issue de la jurisprudence associée au monde du travail. Elle désigne l'assouplissement d'une norme afin de contrer la discrimination que peut créer cette norme et que subit une personne, dans le but de respecter le droit à l'égalité du citoyen. Cette notion a fait l'objet de débats au sein de la population québécoise ; le 8 février 2007 la Commission Bouchard-Taylor a été mise sur pied pour faire taire la critique sociale et prétendre « répondre aux expressions de mécontentement » au sein de la population. Son rapport a été rendu public le 22 mai 2008.
Ce terme est aussi utilisé dans la Convention relative aux droits des personnes handicapées comme « les modifications et ajustements nécessaires et appropriés n'imposant pas de charge disproportionnée ou indue apportés, en fonction des besoins dans une situation donnée, pour assurer aux personnes handicapées la jouissance ou l'exercice, sur la base de l'égalité avec les autres, de tous les droits de l'homme et de toutes les libertés fondamentales » dont le refus peut aussi constituer une discrimination.

### Description
Cette notion, issue du droit du travail est décrite dès 1985, par la Cour suprême du Canada : « L'obligation dans le cas de la discrimination par suite d'un effet préjudiciable, fondée sur la religion ou la croyance, consiste à prendre des mesures raisonnables pour s'entendre avec le plaignant, à moins que cela ne cause une contrainte excessive : en d'autres termes, il s'agit de prendre les mesures qui peuvent être raisonnables pour s'entendre sans que cela n'entrave indûment l'exploitation de l'entreprise de l'employeur et ne lui impose des frais excessifs ».
Pour savoir s'il y a contrainte excessive, on doit examiner :
- les limites des ressources financières et matérielles ;
- les atteintes aux droits des autres personnes ou du public ;
- le bon fonctionnement de l'entreprise ou de l'institution.

La notion d'accommodement raisonnable sans contrainte excessive est inhérente au droit à l'égalité. Elle s'applique à plusieurs motifs de discrimination, dont le sexe, la grossesse, l'âge, le handicap et la religion. Si cette notion est apparue au Canada pour la première fois pour accommoder une pratique religieuse (une femme, devenue membre de l'église adventiste du septième jour, ne pouvait plus travailler le samedi), en pratique, ce sont surtout les femmes et les personnes handicapées qui en ont profité dans le monde du travail[réf. nécessaire].
Caroline Fourest et Fiammetta Venner définissent les accommodements raisonnables ainsi : « Inspirés d'une vision anglo-saxonne et maximaliste de la liberté religieuse, ces accommodements consistent à assouplir la règle commune pour accommoder des demandes particulières, souvent portées par des minorités religieuses ». Ils sont « décriés par des laïques du Québec ». Elles citent ainsi l'exemple de juifs ultra-orthodoxes qui avaient allumés un feu en pleine rue de Montréal pour fêter une crémation et s'étaient opposés à ce que les pompiers éteignent l'incendie, dans la mesure où cela porterait atteinte à leur liberté religieuse.

### Débat au Québec sur la définition de la notion d'«accommodement raisonnable»
À la suite de certaines demandes et requêtes de la part d'individus provenant de groupes ethniques ou religieux minoritaires et considérées par une partie des médias et de l'opinion publique comme étant excessives, voire contraires aux «valeurs québécoises», le terme « accommodement raisonnable » a acquis une connotation parfois péjorative.
Depuis 2006, l'expression est parfois galvaudée. Ainsi, plusieurs médias ont décrit comme étant une mesure d'accommodement raisonnable le fait que les vitres d'une salle d'exercices de Montréal où s'entraînent des femmes en tee-shirt et en short soient givrées à la demande d'un groupe de juifs orthodoxes.
Dans les faits, cette notion juridique ne s'étend pas à cette situation. Certains politiciens, dont l'ancien chef de l'ADQ, Mario Dumont, ont cependant utilisé cet exemple pour dénoncer ce phénomène grandissant et demander que la notion soit encadrée.
Le 8 février 2007, le premier ministre du Québec Jean Charest annonce la création de la Commission de consultation sur les pratiques d'accommodement reliées aux différences culturelles présidée par l'historien Gérard Bouchard professeur à l'Université du Québec à Chicoutimi, et le philosophe Charles Taylor, professeur à l'université McGill. Leurs travaux se sont terminés par le dépôt du rapport le 22 mai 2008.
De plus, le ministre responsable des Institutions démocratiques et de la Participation citoyenne Bernard Drainville, émet en 2013 le projet de loi no 60, ou charte des valeurs québécoises. Ce projet, élaboré par le Parti québécois de Pauline Marois constitue une tentative d'affirmer les valeurs de laïcité et de neutralité religieuse de l'État ainsi que d'égalité entre les femmes et les hommes et encadrant les demandes d'accommodements. Le Parlement du Québec fut dissous avant que ce projet de loi ne puisse être soumis à un vote.
Sur proposition du gouvernement libéral de Philippe Couillard, l'Assemblée nationale adopta le 18 octobre 2017 la Loi sur la neutralité religieuse de l'État. L'article 11 prévoit qu'un accommodement pour motif religieux peut être accordé s'il répond à cinq critères : 1° la demande est sérieuse, 2° l'accommodement demandé respecte l'égalité entre les femmes et les hommes, 3° ainsi que le principe de la neutralité religieuse de l'État, 4° l'accommodement ne représente aucune contrainte excessive et 5° le demandeur a activement participé à la recherche d'une solution.
Le 16 juin 2019, l'Assemblée nationale adopta la Loi sur la laïcité de l'État proposée par le gouvernement caquiste de François Legault. Cette loi prévoit qu'aucun accommodement ne sera accordé quant à l'obligation : 1° de tous les employés de l'État d'exercer leurs fonctions à visage découvert et 2° de tous les employés de l'État en position d'autorité — dont les enseignants du réseau scolaire public — de ne pas porter de signes religieux dans le cadre de leurs fonctions.

#### Impact médiatique
Au Québec, la couverture médiatique eut un impact significatif sur le déroulement du débat portant sur les accommodements raisonnables. Sur une période d’environ 14 mois, il y eut un total de mille cent cinq articles publiés dans la presse portant sur le sujet. Plus précisément, il s’agirait d’en moyenne environ 78 articles par mois portant sur le phénomène. Les sujets les plus couverts sur le débat furent le code de vie d’Hérouxville, avec une couverture médiatique de 151 articles journalistiques et 38 articles de blogues, ainsi que le jugement du port du kirpan, avec un total de 117 articles journalistiques et 318 articles de blogue. Toutefois, les articles furent majoritairement, à 52 %, des articles portant sur le débat global. Tout a commencé en mars 2006, alors que les médias ont publié certains articles concernant le mécontentement à l’encontre des décisions prises par le gouvernement à propos de certains accommodements entre des pratiquants religieux et des services publics. Ce débat, dans l’ombre depuis plusieurs temps, fut mis à la lumière par les médias avec le sujet de la gestion migratoire, ainsi que la diversité de cultures dans la province franco-canadienne. Suivant cette médiatisation du sujet, la population québécoise fut secouée par une prise de conscience sur le sujet et la population se divisa en deux. L’impact des médias a donc créé un conflit entre ceux défendant la laïcité et ceux demandant une amélioration des accommodements religieux. 
L’élément déclencheur de l’intense couverture médiatique québécoise fut l’évènement du 2 mars 2006, alors que la Cour Suprême du Canada a permis à un jeune garçon de porter son kirpan sur ses lieux scolaires, le tout étant déclaré comme un accommodement raisonnable. Suivant cet évènement, plus de 100 articles furent publiés et découlèrent de nombreux évènements, tels que celui de YMCA. Les médias portèrent une attention particulière à l’évènement du YMCA, à un point tel que cela devint le sujet premier des Montréalais. Un cas notable fut celui du 15 janvier 2007, alors que le Journal de Montréal publia un article portant sur le racisme au sein de la population québécoise. Il fut possible de lire que 59 % des Québécois d’origine se considéraient raciste, ainsi que 50 % de la population d’origines externes se considéraient raciste. Avec un écart de moins de 10 jours, un second article portant sur une controverse similaire vit le jour, cette fois-ci couvert par La Presse, soit celle de Hérouxville. De cet éditorial découla une vaste panoplie de nouveaux articles portant sur les débats en cours, le tout créant certains effets d’influence sur la population afin qu’elle prenne parti sur le sujet, ainsi le tout risquant d’amplifier la problématique. Selon les études de Maryse Potvin, ainsi que ses collaborateurs, la couverture médiatique a créé quatre classes d’individus face au phénomène. Premièrement, le « bon » est celui désirant une ouverture culturelle et une tolérance aux différentes religions. Ensuite fut créée la « Brute », se disant plus ou moins à l'aise face à l’ouverture et la tolérance culturelle. Troisièmement vient le premier type de raciste désignant le Québécois d’origine, raciste envers les immigrants. Finalement, un deuxième type de raciste fut créé, soit l’immigrant raciste envers les Québécois d’origine. Ces quatre classes de personnes furent créées par la tempête médiatique qu'initièrent les médias avec leurs points de vue divulgués. 
À travers une étude menée par les chercheurs Thierry Giasson, Colette Brin and Marie-Michele Sauvageau, il fut recensé que, sur un total de 11 journaux québécois analysés lors de la crise médiatique, 85,9 % des journaux publièrent des articles de ton négatif sur l’opinion publique, mais plus précisément ceux faisant partie des catégories « brute » et « raciste ». Il est donc possible d’en conclure que les médias ont porté une opinion péjorative sur les Québécois, le tout amplifiant la crise qui était déjà en cours et sciant de plus en plus les camps en deux. L’envers de la médaille étant tout de même réel, 14,1 % des articles publiés par ces journaux étaient en faveur de l’autre camp, soit celui de l’opinion publique. Les médias présents dans la presse écrite québécoise ayant le plus contribué à ces implications médiatiques furent le Journal de Montréal, en première place avec 29 % des articles, La Presse, avec 25 % des articles, et The Gazette avec 18 % des articles. 
Les médias ont donc participé à la création de différents sous-groupes dans la société défendant tous et chacun des opinions différentes, toutefois mettant davantage l’emphase sur les groupes inconfortables avec les accommodements raisonnables et l’ouverture culturelle, le tout créant une généralisation pour la société québécoise.

## En France
La laïcité est un des piliers de la constitution française. Sa remise en cause est toujours sujette à des controverses acharnées.

### Prières de rue
En 2011, pour Caroline Fourest et Fiammetta Venner, les prières de rues sont « le seul cas flagrant où la France cède à la mode des accommodements raisonnables », ce qui conduit à des interdictions de circulation pour les passants sur ces lieux de prières improvisés et illégaux et à la fermeture de commerces adjacents pendant ce temps, sans que la force publique ne les empêchent. « Bien sûr, aucune autre association, non religieuse, ne serait autorisée à le faire. Un professeur d'aérobic dont le cours aurait beaucoup de succès demanderait à ses clients de se cotiser pour louer une salle plus grande. S'il lui venait l'idée étrange de déborder sur le trottoir, et de faire ses exercices en plein air tous les vendredis, la police interviendrait pour trouble à l'ordre public. Elle ne le fait pas lorsqu'il s'agit de prière et non de cours d'aérobic. Cette concession s'apparente donc à un privilège. Mais elle s'explique. Les maires et les préfets ne se voient pas prendre la responsabilité de faire évacuer des croyants manu militari, avec les images qu'on peut imaginer. D'autant que certains voient dans ces prières sauvages le signe d'une défaillance de la République qui n'aurait pas construit assez de mosquées. Ce n'est pourtant pas son rôle ».

### Les jours des fêtes religieuses et les concours administratifs
Les seules fêtes religieuses qui sont des jours fériés sont des fêtes catholiques. La commission Stasi avait proposé 2 nouveaux jours fériés pour le Kippour Juif et L'Aïd Musulman. Les députés n'ont pas retenu cette proposition. 
Cependant, sous la pression de différentes autorités religieuses[Lesquelles ?] le gouvernement établit chaque année une liste de jours protégés pour lesquels il est demandé, dans la mesure du possible, de ne pas organiser de concours par exemple.

### Demandes supplémentaires pour des étudiants juifs pour les concours aux grandes écoles
Le 12 avril 2011, une demande d'aménagement des épreuves des concours des 
grandes écoles est révélée par le site Mediapart. Il s'agit de permettre à une dizaine d'étudiants de repousser les épreuves des 20 et 26 avril pour respecter la Pâque juive.
Selon Mediapart, cette demande serait soutenue par Nicolas Sarkozy.
Laurent Joffrin, imagine le tollé si « les bénéficiaires de ce petit passe-droit aient été, non des fondamentalistes juifs, mais des fondamentalistes musulmans ». »
Arielle Schwab, présidente de l'Union des étudiants juifs de France (UEJF) s'inquiète de ce débat pouvant nourrir l'antisémitisme en France « Cette actualité a eu un autre écho inquiétant : la mise en concurrence des communautés religieuses. Une communauté juive privilégiée face à une communauté arabo-musulmane stigmatisée. L'éternelle théorie du deux poids deux mesures ». »
Devant l'ampleur des protestations,,, ce concours décalé sera finalement annulé.
Cependant le 1er juillet 2011 Claude Guéant déclare qu’il lui apparaissait « opportun que les fêtes juives de Pessah puissent être prises en compte dans le fonctionnement des administrations et des services publics » ». L’hebdomadaire Marianne pense que Guéant piétine la laïcité et conclut ainsi : « Il reste encore aux hindous, aux sikhs ou aux animistes de déposer leurs revendications à l’Élysée. À force, il n’y aura plus que le 29 février où on pourra organiser des examens ». » 
Le 5 juillet 2020, des étudiants juifs au concours d'HEC ont eu l'autorisation de concourir un jour après les autres étudiants .

### Polémique de l'Aïd el-Fitr en 2016
En 2016, les épreuves de rattrapage du baccalauréat débutent le mercredi 6 juillet, le même jour que la date retenue par le CFCM pour l'Aïd el-Fitr, la fête musulmane qui marque la fin du jeûne du Ramadan. Comme la circulaire de 2004 signée par François Fillon l'y autorise, la ministre de l'Éducation nationale Najat Vallaud-Belkacem choisit de laisser la possibilité aux élèves musulmans qui en feraient la demande de décaler leurs épreuves au jeudi ou au vendredi. La mesure provoque une polémique : des élus du parti Les Républicains, dont Christian Estrosi, le député Éric Ciotti et Guillaume Peltier, porte-parole du parti, parlent d'un « communautarisme religieux ».

## EnBelgique
Le concept d'accommodement raisonnable, en Belgique, fait écho à un autre concept - ou paradigme - inventé dans les années 1970 par des sociologues de l'Université de Louvain, celui de Transaction sociale. Si quelques différences peuvent être opérées entre les deux notions, une homologie certaine peut être envisagée, en tant qu'elles souscrivent au principe d'un compromis entre différents acteurs - individuels ou collectifs -, au principe d'un arrangement qui n'est pas immuable et s'adapte à la situation ici et maintenant et à ses circonstances. L'accommodement raisonnable apparaît donc comme une transaction sociale qui privilégierait la résolution juridique/judiciaire d'un conflit par un compromis situé légalement alors qu'il existe des formes de transaction sociale qui s'organisent hors du cadre légal et dans l'ordre informel.

## En Europe
Ni la Convention européenne des droits de l’homme ni le droit de l’Union européenne ne requièrent l’« accommodement raisonnable ». En outre, aucun État membre du Conseil de l’Europe ne reconnaît ce concept en tant que tel. La demande d'accommodement raisonnable peut être abusive et devenir une contrainte excessive pour l'État ou les entreprises.